# Robert Ri’chard

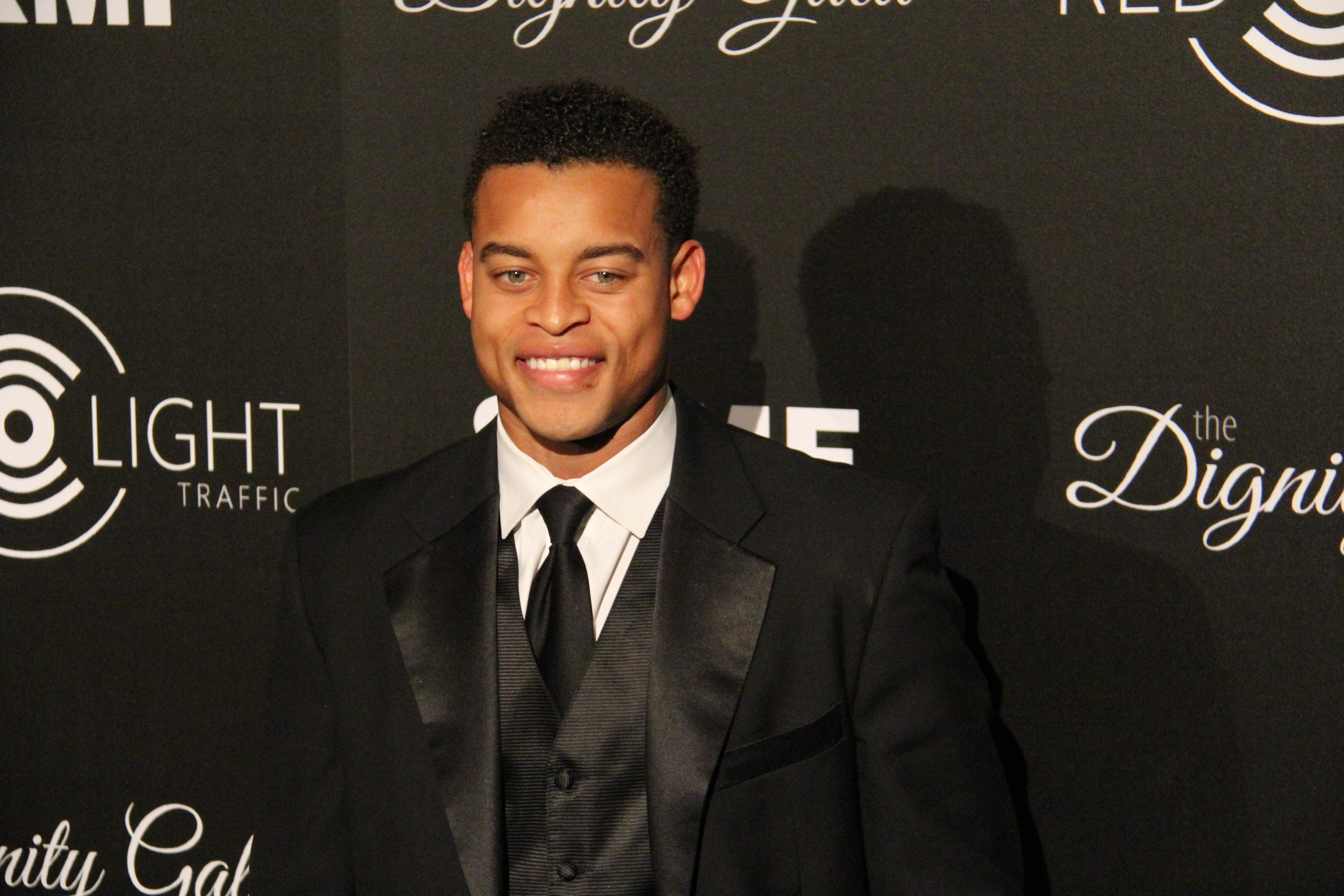
Robert Ri’chard (2013)

Robert Ri’chard, gebürtig Robert Andrew Richard (* 7. Januar 1983 in Los Angeles, Kalifornien) ist ein US-amerikanischer Schauspieler.

## Leben
Ri’chard ging in die Palms middle school in Los Angeles. Seit seinem 13. Lebensjahr ist er professioneller Schauspieler. Er spielte unter anderem in den Filmen Coach Carter und House of Wax sowie in Fernsehserien wie One on One, in der er von 2001 bis 2006 über 100 Mal auftrat, oder Veronica Mars mit. 1998 hat er einen Daytime Emmy für seine Rolle in Power in Vaters Schuhen gewonnen.

## Filmografie (Auswahl)
- 1997: Power in Vaters Schuhen (In His Father's Shoes)
- 1997: Nash Bridges (Fernsehserie Staffel 2, Folge 9)
- 1998: Der Hotelboy (The Jamie Foxx Show, Fernsehserie, 2 Folgen)
- 1998–2001: Cousin Skeeter (Fernsehserie, 52 Folgen)
- 1999: Light It Up
- 2000: Alley Cats – Die Bowling Gang (Alley Cats Strike)
- 2001: Feast of All Saints
- 2001: What’s Up, Dad? (My Wife and Kids, Fernsehserie, Folge 1x03 Kein Spaß mit Gras)
- 2001–2006: One on One (Fernsehserie, 112 Folgen)
- 2005: P.N.O.K.
- 2005: CSI: Miami (Fernsehserie, Folge 4x04 Leidensgeschichte)
- 2005: Coach Carter
- 2005: House of Wax
- 2006–2007 Veronica Mars (Fernsehserie, 4 Folgen)
- 2007: The Comebacks
- 2008: Harold & Kumar 2 – Flucht aus Guantanamo (Harold & Kumar Escape from Guantanamo Bay)
- 2009: Navy CIS (NCIS, Fernsehserie, Folge 6x17 Paket von einem Toten)
- 2009–2010: Meet the Browns (Fernsehserie, 12 Folgen)
- 2012: Vampire Diaries (The Vampire Diaries, Fernsehserie, 3 Folgen)
- 2016: Lucifer (Fernsehserie, Folge 1x02)
- 2020: Stay Alive – Überleben um jeden Preis (Alone)